# Verlag des ÖGB
Der Verlag des Österreichischen Gewerkschaftsbundes (auch Verlag des ÖGB oder ÖGB-Verlag) ist ein Kommunikationsunternehmen im Segment „Arbeit – Recht – Soziales“ mit Hauptsitz in Wien. Er ist als Tochterunternehmen im Besitz des Österreichischen Gewerkschaftsbundes.

## Unternehmensaufbau und Tätigkeitsfelder
Der Verlag des ÖGB definierte sich auf einer älteren Version seiner Website selbst als

„innovatives Cross-Media-Kommunikationsunternehmen, das vorrangig als Lösungspartner das Eigentümersystem (ÖGB und Gewerkschaften), die Arbeiterkammern und ArbeitnehmervertreterInnen mit seinen Produkten und Dienstleistungen beim Erhalt und Ausbau eines arbeitnehmerInnen-orientierten Wertesystems in Arbeitswelt und Gesellschaft unterstützt.“

Nach der Neuausrichtung Anfang der 2010er Jahre besteht das Unternehmen aus den integrierten Bereichen Fachverlag, Fachbuchhandlung, Agentur und Zeitschriftenverlag.

### Fachverlag
Der Bereich Fachverlag produziert neben gedruckten Werken zum Themenbereich „Arbeit – Recht – Soziales“ (etwa 40 bis 50 Neuerscheinungen im Jahr) auch E-Books, Fachzeitschriften, Online-Datenbanken und multimediale Angebote (z. B. Lösungswelt Gesunde Arbeit).
Inhaltlich erstreckt sich das Programm des ÖGB-Verlags von kommentierten Gesetzen und Kollektivverträgen, über Ratgeberliteratur, Schriften zum nationalen und internationalen Arbeits- und Sozialrecht und wirtschaftswissenschaftlichen Publikationen bis hin zu sozialpolitischen Schriftenreihen und zeitgeschichtlichen Themen.

### FAKTory (Buchhandlung)

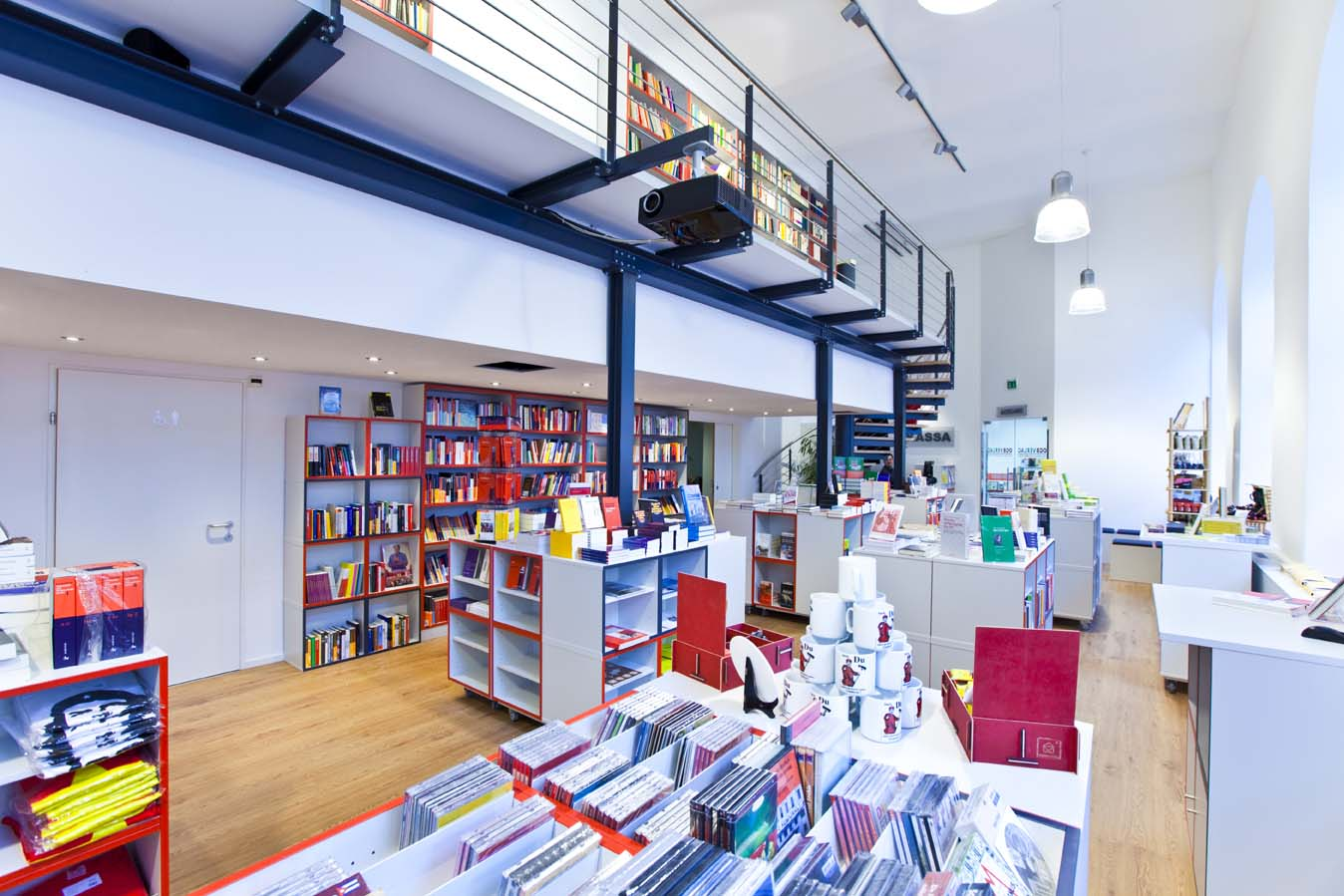
Verkaufsraum der Fachbuchhandlung des ÖGB-Verlags (vor der Umgestaltung 2023)

Die ehemalige Fachbuchhandlung des ÖGB-Verlags wurde umgebaut und am 29. März 2023 unter dem Namen FAKTory neu eröffnet. Es handelt sich dabei um eine Kooperation zwischen Arbeiterkammer Wien und dem ÖGB. Es wird neben der weiterhin vorhandenen Buchhandlung ein sogenannter "Contact Hub" angeboten, der sich als Ort des Diskurses sieht und wo Beratungen der Arbeiterkammer Wien angeboten werden. Weiters wird ein dazugehörender Online-Shop angeboten.
Die Buchhandlung befindet sich in der Universitätsstraße 9 im 1. Wiener Gemeindebezirk, in unmittelbarer Nähe des Hauptgebäudes der Universität Wien.
Das Sortiment umfasst sozial- und gesellschaftspolitische Literatur, vor allem in den Bereichen Politik, Ökonomie und Zeitgeschichte, sowie gewerkschaftliche Themen und soziale Bewegungen.

### Agentur
Die Agentur des ÖGB-Verlags ist eine Full-Service-Agentur. Ihre Dienstleistungen erstrecken sich von Konzeption und Kampagnenmanagement über Cross-Media-Design, Text, Fotografie und Filmproduktion, bis hin zur Web- bzw. Mobile-Umsetzung, Social Media Marketing, Online-Werbung und Veranstaltungsmanagement. Die Agentur betreute 2014 unter anderem die Kampagne zur Lohnsteuersenkung des Österreichischen Gewerkschaftsbundes.

### Zeitschriftenverlag
Im Zeitschriftenverlag werden die Dienstleistungen der Zeitschriftenkonzeption, -gestaltung, -produktion und -distribution im Bereich Corporate Publishing gebündelt. Neben den Mitglieder- und Servicezeitschriften von ÖGB (Solidarität), Gewerkschaften und ARBÖ (Freie Fahrt und Fahrerinfo) gehören auch Fachzeitschriften wie Arbeit & Wirtschaft und Das Recht der Arbeit (DRdA) zum umfangreichen Portfolio des Zeitschriftenverlags.

## Geschichte

### 1947 – Gründung
Der Verlag des Österreichischen Gewerkschaftsbundes wurde am 17. September 1947 gegründet. Der erste ÖGB-Tätigkeitsbericht formulierte die Aufgabenstellung: „Sozialpolitische, wirtschaftliche, allgemeinbildende und der Berufsschulung und -förderung dienende Schriften möglichst billig herauszugeben.“
Die Initiative zur Gründung ging vom damaligen Pressereferenten des ÖGB, Fritz Klenner, aus. Daher gehörte die technische und organisatorische Betreuung der ÖGB-Medien – und in Folge auch der Medien der einzelnen Gewerkschaften – einschließlich des Versands ebenfalls von Anfang an zum Aufgabenkreis.
Die Aufnahme von Fachliteratur für die berufliche Aus- und Weiterbildung in das Verlagsprogramm hatte gute Gründe: Als Kriegsfolge herrschte nach 1945 extremer Fachkräftemangel, und es fehlte geeignetes aktuelles Schulungsmaterial. Ein Beitrag, um die Chancen der Arbeitnehmer am Arbeitsmarkt zu verbessern und ihnen damit auch mehr Selbstbewusstsein bei der Vertretung ihrer Interessen zu geben, sollte die Herausgabe der Fachbuchreihe sein. Färben, blondieren und Tönen der Haare zählte ebenso zu den Titeln wie Kaufmännisches Rechnen und Die Kunst der Rede. Später handelte es sich vor allem um Material für den Fachunterricht an den Berufsschulen.

### 1950er – Ausbau und Verlagsgemeinschaft
Nach und nach erfolgten die Strukturierung der Buch- und Broschürenproduktion sowie die Vernetzung mit anderen dem ÖGB und seinem Verlag verbundenen Unternehmen. Zunächst betraf das die Büchergilde Gutenberg und den Wiener Volksbuchverlag. Sie waren für das Angebot an „guter Unterhaltungsliteratur“ zu „günstigen Preisen“ zuständig. Im Jahr 1950 hatte außerdem bereits die Reise- und Versandbuchhandlung des ÖGB als Zentralstelle für die Förderung von Betriebsbüchereien ihre Tätigkeit aufgenommen. 1952 wurden die Aktien der Wiener Niederlassung des Züricher Europa-Verlags erworben, der bereits 1933 als Publikationshaus für Literatur des antifaschistischen Exils in der Schweiz gegründet worden war. Um den Wildwuchs durch die „Ausweitung der Tätigkeit des gewerkschaftlichen Presse- und Verlagswesens“ zu beenden, kam es schon 1953 zur Zusammenfassung in einer Verlagsgemeinschaft. Parallel dazu übersiedelte man in ein eigenes Gebäude am Rennweg im 3. Wiener Gemeindebezirk. „Der Rennweg“ wurde für Jahrzehnte zum Kürzel für die Verlagsgemeinschaft, die sich zu einem modernen Konzern weiterentwickelte.

### 1960 bis Mitte 1980 – Elektronische Revolution und Erwerb von Druckereien
1967 wurde das „Zentrum für elektronische Datenverarbeitung“ für Beitragsverrechnung, Adressenherstellung und ähnliche Organisationsaufgaben eingerichtet. 1971 erwarb die Verlagsgemeinschaft die Druckerei Elbemühl, was schließlich die Verlagerung des Standorts nach Alt-Erlaa im 23. Bezirk nach sich zog. Daneben bestand aber weiter die „Hausdruckerei“ für kleinere, kurzfristigere Produktionen, etwa der Schulungsskripten für Betriebsratsmitglieder. 1983 definierte sich der Konzern zwar als „gemeinwirtschaftlich orientiert“, gleichzeitig boten aber die meisten Tochterunternehmen „zusätzlich Produktionskapazitäten auf dem freien Markt“ an.

### 1990 bis heute – Restrukturierung und Neuausrichtung
Im Lauf der 1990er-Jahre ließ sich das Konzept der Parallelität von Gemeinwirtschaftlichkeit und reiner Marktorientierung nicht mehr halten. Mit der Trennung vom Europa-Verlag wanderten der gesellschaftskritische Diskurs und publizistische Denkanstöße für Konzeptionen einer gerechteren Gesellschaft in den Kernverlag zurück, und das Internet ermöglichte neue Publikationsformen. Als Konsequenz wurde der Konzern umstrukturiert und der ÖGB-Verlag 2002 neu gegründet.